# Pezou
Pezou ist eine französische Gemeinde mit 1.093 Einwohnern (Stand: 1. Januar 2022) im Département Loir-et-Cher in der Region Centre-Val de Loire. Sie gehört zum Kanton Le Perche und zum Arrondissement Vendôme.

## Geografie
Pezou liegt am Loir, etwa 33 Kilometer nordnordwestlich von Blois in der Landschaft Le Perche. Hier mündet das Flüsschen Gratteloup in den Loir. Umgeben wird Pezou von den Nachbargemeinden Busloup im Norden, Fréteval im Nordosten, Lignières im Osten, Renay im Südosten, Saint-Firmin-des-Prés im Süden und Südwesten sowie Lisle im Westen.

## Bevölkerungsentwicklung
| Einwohner                  | 804 | 821 | 813 | 921 | 861 | 938 | 1086 | 1120 |
| Quellen: Cassini und INSEE |     |     |     |     |     |     |      |      |

## Sehenswürdigkeiten
- Kirche Saint-Pierre
- Steinbrüche von Les Grouais mit frühgeschichtlichen Siedlungsspuren

## Persönlichkeiten
- Adrien René Franchet (1834–1900), Botaniker